# Garcinia indica
Garcinia indica är en tvåhjärtbladig växtart som först beskrevs av Louis Marie Aubert Du Petit-Thouars, och fick sitt nu gällande namn av Jacques Denys Denis Choisy. Garcinia indica ingår i släktet Garcinia och familjen Clusiaceae. Inga underarter finns listade i Catalogue of Life. Frukten, som kallas kokum eller Malabartamarind (den är dock inte släkt med tamarind), används som krydda i Indien. Den har en frisk, lite citrusaktig smak. 

## Bildgalleri

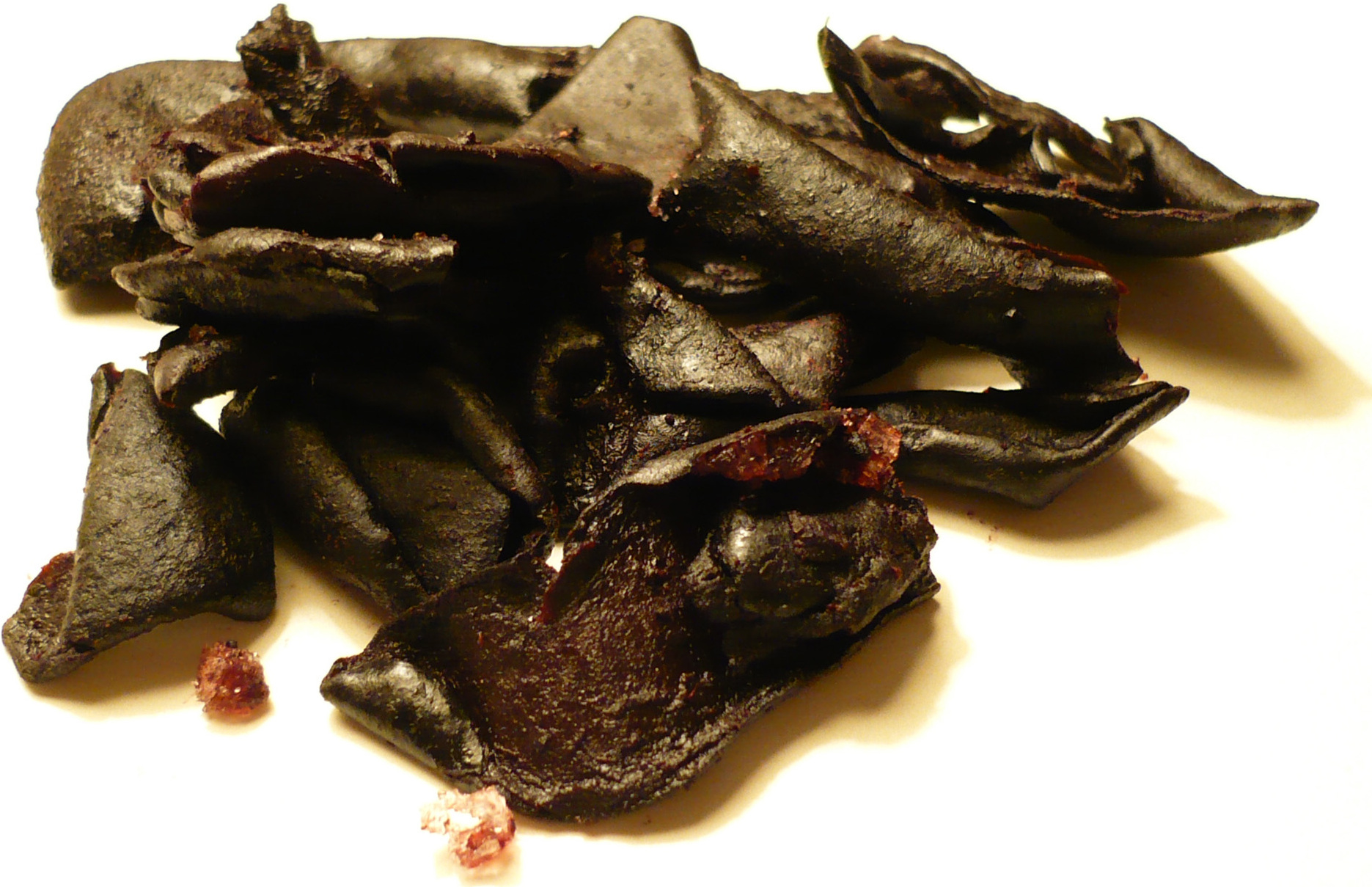
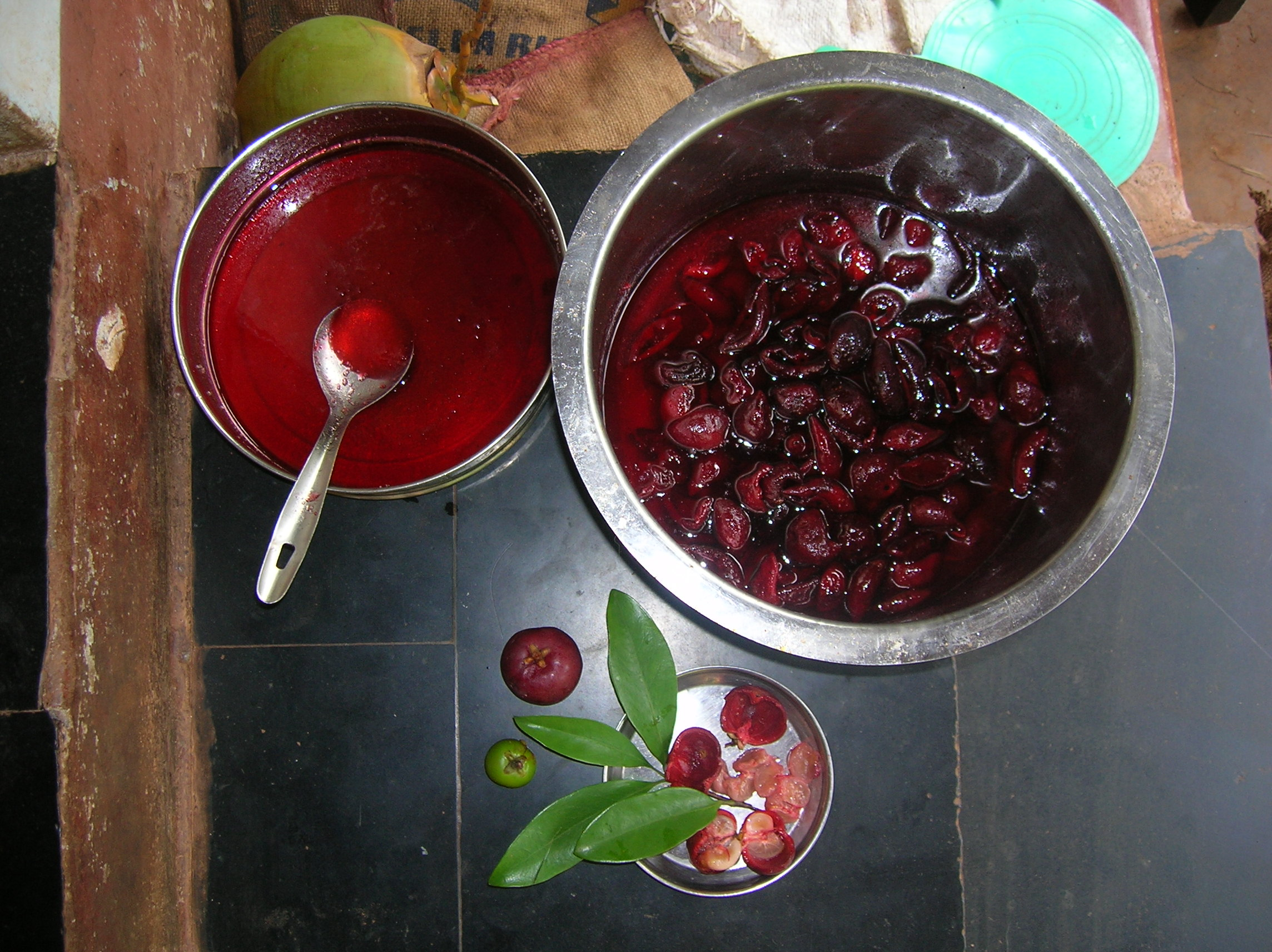
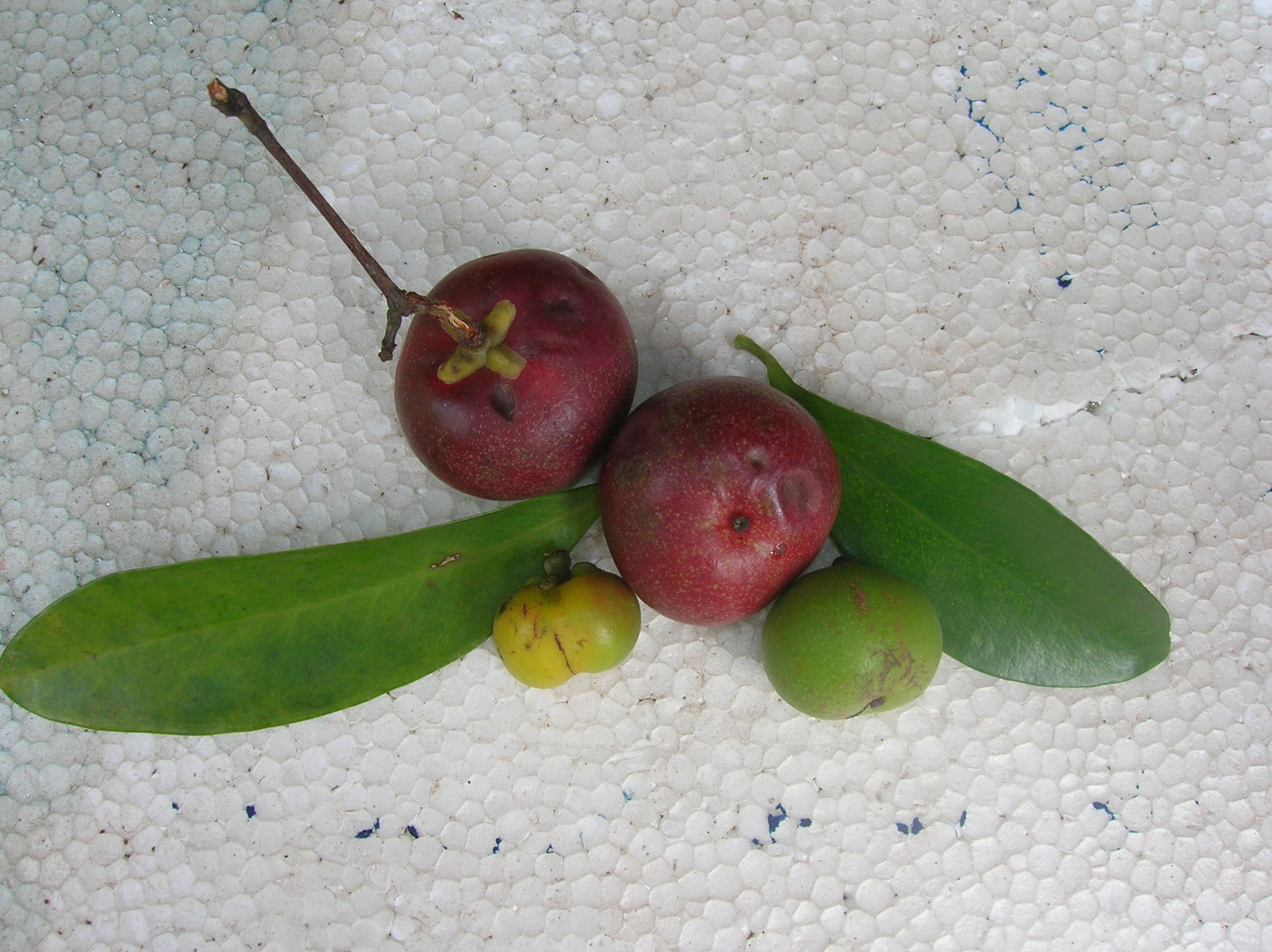
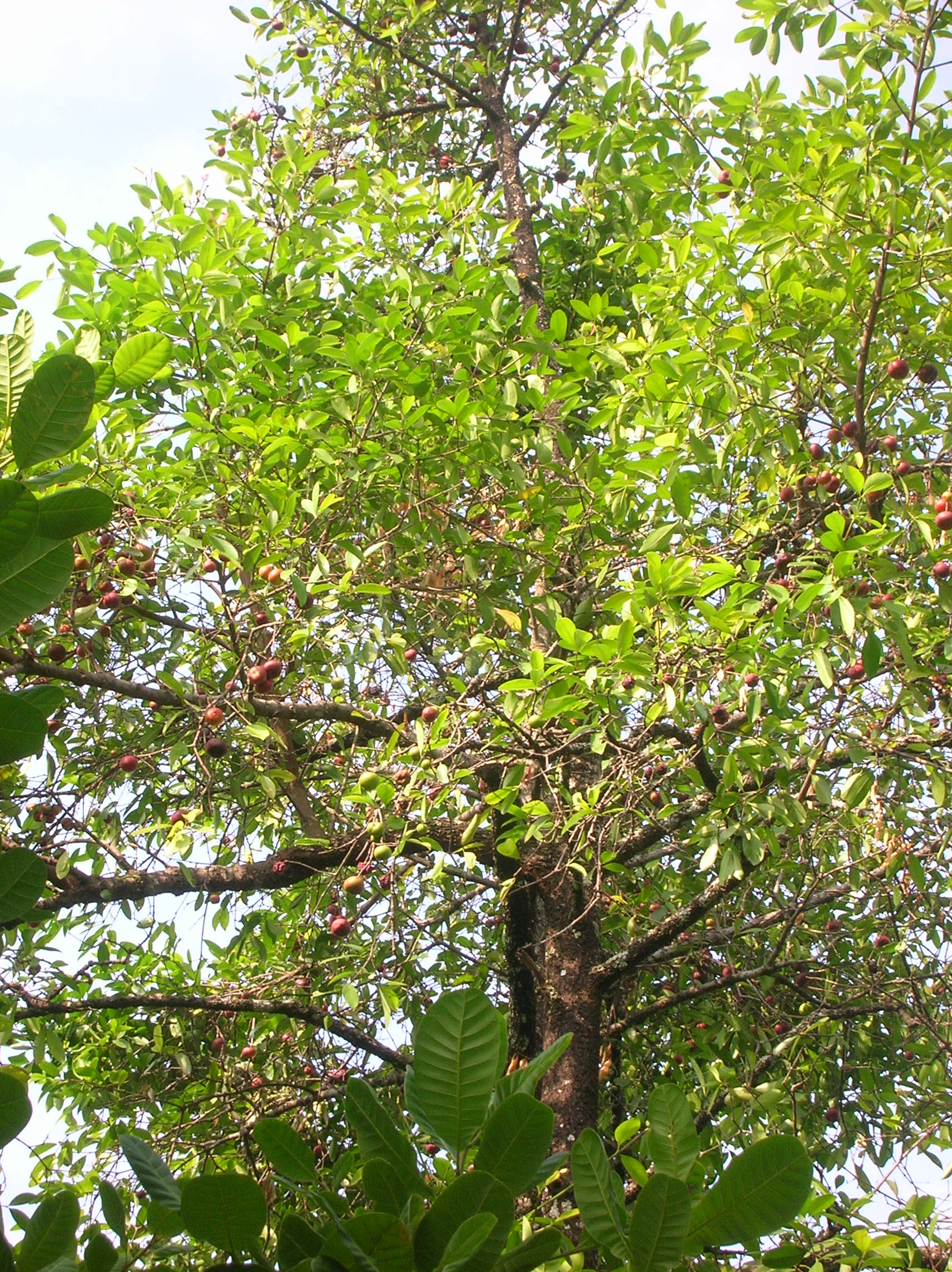
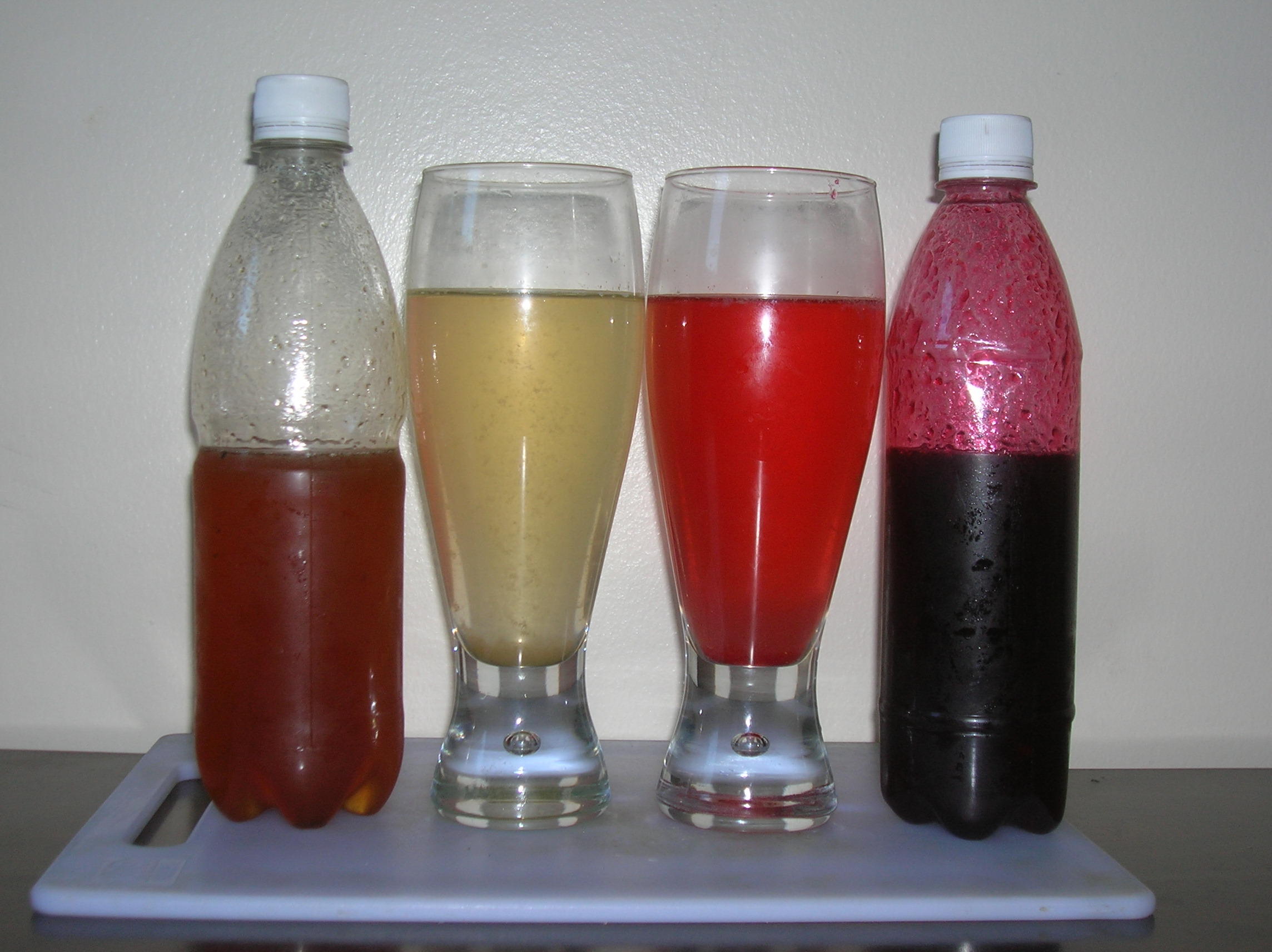
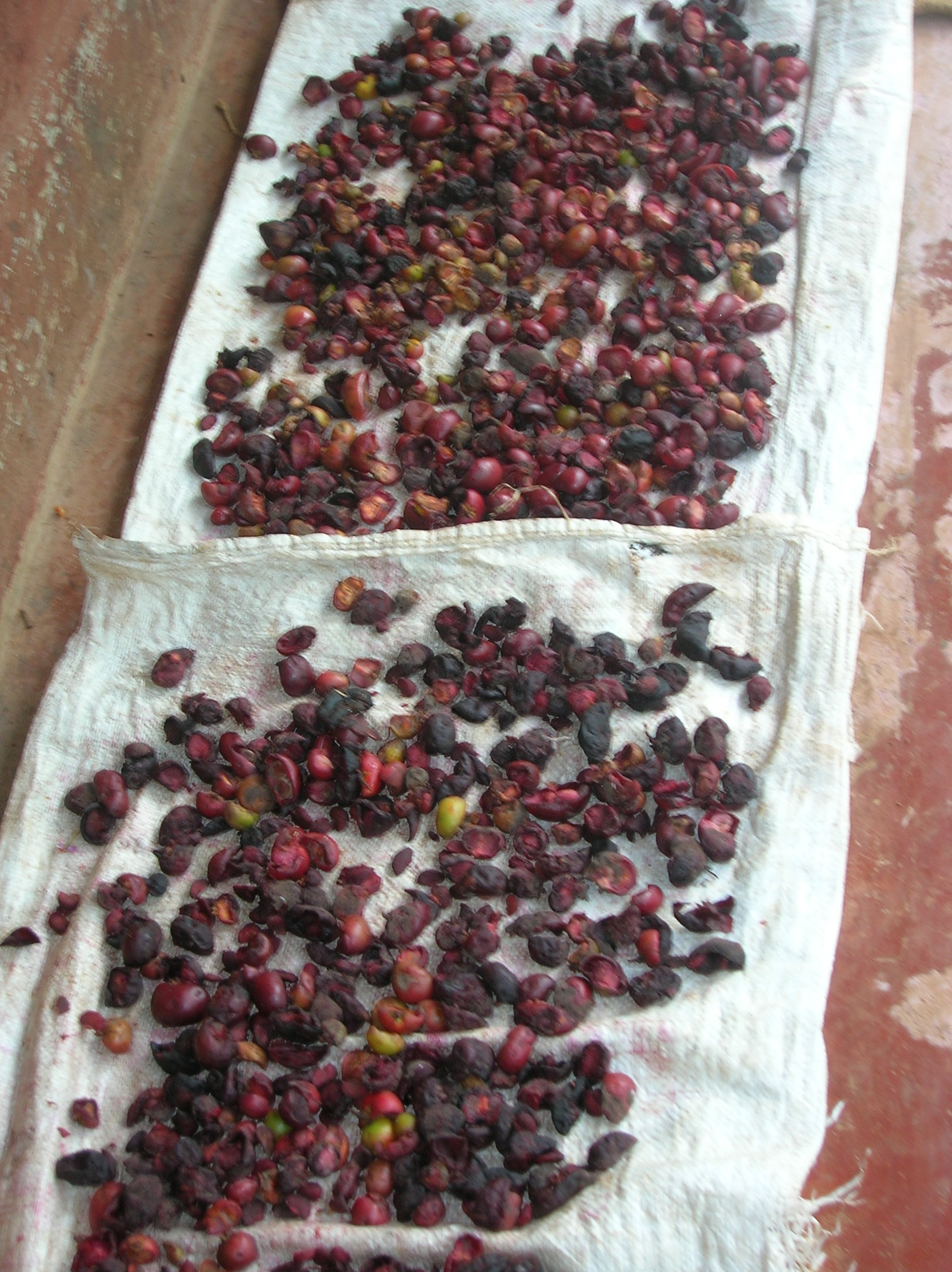